# Bobinella atlantica
Bobinella atlantica är en mossdjursart som beskrevs av Jean-Loup d'Hondt 1981. Bobinella atlantica ingår i släktet Bobinella och familjen Candidae. Inga underarter finns listade i Catalogue of Life.